# Secretaría de Planificación
La Secretaría de Planificación de Argentina fue un organismo público perteneciente a la Presidencia de la Nación. Estuvo activa entre 1983 y 1991.

## Historia
Fue creada en diciembre de 1983 por Raúl Alfonsín en la recuperación de la democracia, compuesta por las subsecretarías General, de Programación del Desarrollo, de Programación y Coordinación del Sector Público; y de Análisis de Largo Plazo. Fue su primer titular Juan Vital Sourrouille.
En 1990 quedó compuesta por las subsecretarías General y de Programación del Desarrollo.
En 1991 Carlos Menem disolvió la secretaría y transfirió las entidades dependientes (incluido el INDEC) a otros organismos.

## Titulares
| Secretario             | Partido | Partido               | Periodo   | Presidente    |
| ---------------------- | ------- | --------------------- | --------- | ------------- |
| Juan Vital Sourrouille |         | Ninguno               | 1983-1985 | Raúl Alfonsín |
| Bernardo Grinspun      |         | Unión Cívica Radical  | 1985-1989 | Raúl Alfonsín |
| Moisés Ikonicoff       |         | Partido Justicialista | 1989-1991 | Carlos Menem  |
| Vittorio Orsi          |         |                       | 1991      | Carlos Menem  |